# Cubophis fuscicauda
Cubophis fuscicauda es una especie de serpientes de la subfamilia Dipsadinae.

## Distribución geográfica
Es endémica de Caimán Brac.